# Musée d'histoire de Sant Feliu de Guíxols
 (avril 2022).
Causes possibles :
- Rédaction non-neutre car ne respectant pas la synthèse équilibrée attendue.
- Plan structurant la page comme une brochure promotionnelle ou une plaquette institutionnelle.
- Nombreuses informations sans réelle pertinence encyclopédique et pourtant montées en épingle. Ceci peut notamment se faire en recourant à des sources primaires ou non centrées, ou encore à un « cherry picking » des sources ; dans certains cas, cette utilisation des sources peut même donner lieu à une « synthèse inédite ».

Rappel : la pertinence des informations est à démontrer par des sources secondaires indépendantes et de qualité traitant le sujet.
Le musée d'histoire de Sant Feliu de Guíxols (en catalan : Museu d'Història de Sant Feliu de Guíxols) se trouve situé dans le monastère de Sant Feliu de Guíxols, dans la province de Gérone en Catalogne.

## Le musée
L'ensemble monumental du monastère est le siège principal du musée d'histoire. Les opérations de restauration ont permis de rendre accessibles aux visiteurs des lieux tels que les tours romaines "del Fum i del Corn", protégeant l'unique façade préromaine de la Porta Ferrada, le palais de l'Abad (de l'Abbé), qui dispose de salles servant aux expositions temporaires ou au renouvellement des expositions permanentes du musée.
La salle du Chapitre accueille des collections archéologiques. L'évolution de la ville et les fonds maritimes, industriel et artistique sont exposés aux deuxième et troisième étages, où vous pourrez découvrir les peintures de Joseph Alberti, une exposition sur l'artisanat et l'industrie du liège, et une autre exposition sur la relation entre la ville et la mer, complétée, au siège, par une visite consacrée au sauvetage maritime au XIXe siècle.
Le nouveau projet ayant pour thème principal la santé est situé au quatrième étage rénové, qui dispose également de deux salles de conférence d'une capacité de 150 personnes dans les anciens scriptoriummonastiques.
L'espace gastronomique occupe la cuisine, le réfectoire et le Potager du Recteur fournissant une gamme de qualité en lien avec les habitudes alimentaires saines à base de produits locaux et de saison.

## Le bâtiment
L’ensemble imposant du monastère, fruit de différents moments de construction et de diverses restaurations, propose un circuit ouvert au public qui associe histoire et culture, et permet d’expliquer un peu mieux l’origine de la fondation du monastère. Pendant de nombreux siècles, quelques rares personnes purent pénétrer dans les tours du Fum (Xe siècle) et du Corn (Xe – XIe siècles), qui entourent la singulière façade préromaine de la Porta Ferrada (Porte en fer). Les dernières interventions ont pu unir les différents espaces du monastère en un circuit monumental qui permet au visiteur de pénétrer dans les tours romaines, de visiter les vestiges du mausolée romain situé au pied de la tour du Fum (espace où se trouvait le premier lieu de culte avant la fondation, et sur le lieu même, du monastère bénédictin) et de jouir d’un panorama exceptionnel sur la ville et la mer.
Cet ensemble de Sant Feliu de Guíxols est un monastère–forteresse doté d’un fort caractère stratégique et défensif. Il comportait une muraille de défense (dont l’une des portes est conservée dans l’enceinte monastique : l’Arc de Sant Benet), une suite de tours, un chemin de ronde, des créneaux, des merlons et des mâchicoulis.
Nous trouvons, dans l'architecture, certains éléments remarquables, tels que :
- Porta Ferrada (Porte en Fer), galerie supérieure. La Porta Ferrada (Porte en Fer) aurait fait partie d’un bâtiment primitif noble non religieux auquel auraient été annexées l’église romaine et les tours de défense. Elle aurait été construite aux alentours du VIIIe siècle. Au XIIe siècle, elle se transforma en cloître du monastère, compris comme espace de méditation, indépendamment de sa structure architecturale, et en y ajoutant la galerie supérieure. La partie inférieure était utilisée comme Lo Signe, lieu de cérémonie où l’on signait des documents. C'était un espace représentatif et important de la vie monastique. L’abbé Bernat de Torroella (1433-1460) aménagea la partie supérieure en dortoirs, avec six petites cellules.
- Tour du Corn, étage supérieur. Étage supérieur de la tour de défense où les défenseurs du monastère se mettaient à l’abri. Il était généralement plus grand que les autres étages car les défenseurs y vivaient en période de siège. Les meurtrières permettaient de tirer sur l’ennemi sans être vu, ni même s’exposer. Il faut tenir compte du fait que le bâtiment baroque du monastère n’existait pas dans les temps anciens, et qu’il fallait se défendre contre les assauts depuis la chaîne de montagnes du mont Castellar.
- Tour du Fum. Le panorama privilégié de cette tour permettait de repérer de loin l’arrivée des attaquants, qu'il s'agisse des Arabes, des troupes d’autres nobles qui disputaient à l’Abbé des propriétés importantes telles que le château des Benidormiens à Castell d’Aro, les frères des monastères qui leur faisaient face (comme ce fut le cas avec l’attaque des frères du monastère de la Grassa en 1118) ou des armées françaises. La situation stratégique du monastère permettait d'assurer la vie de la population à des époques très houleuses.

## Parcours par le musée
Le musée est organisé dans une série de domaines :

### Le monastère et la ville
Dans cette salle est expliquée la façon dont le monastère fortifié de Guíxols, centre culturel mais aussi sous contrôle féodal, donna lieu à la ville de Sant Feliu de Guíxols qui se développa sous la protection de celui-ci et qui, une fois dotée de sa propre organisation politique, essaya de se débarrasser des prétentions féodales du monastère.

### Guíxols: outils et croyances
L'antique salle du Chapitre accueille l'espace Primers Mil·lennis, conçu pour exposer le fonds archéologique découlant des diverses fouilles archéologiques.
L'exposition actuelle s'étend de la période ibérique jusqu'au début de la romanisation, en mettant l'accent sur la vie quotidienne et le monde des croyances, véhiculé par un discours synthétique, formel et accessible avec des supports illustrés et des éléments interactifs.

### Le liège
L'espace a pour objectif de montrer le fonds industriel par le biais d'une exposition consacrée à l'industrie et à l'artisanat du liège, en passant par cinq sections qui nous ramènent à l'origine de l'utilisation du liège, du procédé industriel de préparation des bouchons et d'autres produits, du travail artisanal sur cette matière et sa grande quantité d'applications, en particulier au cours du siècle dernier, le XXe.

### Espace Albertí
Exposition permanente du peintre Josep Albertí, dans le but de diffuser et de mettre en évidence l'héritage de la peinture que l'artiste a légué à la ville. Composée d'expositions temporaires montrant les thèmes de prédilection d'Albertí et sa vision particulière des paysages, des objets et des personnes, cela a donné vie à cet espace qui dévoile l'homme et l'artiste aux visiteurs.

### Curar-se en salut(Ménager ses arrières)
L'espace du Docteur Rural avec des collections sur la santé du musée d'histoire, s'inscrit dans un travail effectué conjointement avec le Musée d'histoire de la médecine de Catalogne pour offrir un nouvel espace : Curar-se en salut (Ménager ses arrières).
Il est né avec la volonté de devenir un centre de réflexion sur le trésor de la santé à partir des documents historiques, des métaphores visuelles, des objets présents et des ressources multimédia. Une exposition qui vous fera voyager à travers le passé, le présent et l'avenir de la médecine, depuis les connaissances traditionnelles jusqu'aux recherches actuelles ; posant l'idée de la santé comme patrimoine individuel et faisant la promotion les bonnes pratiques.

## Objets et œuvres remarquables
- Livre de chœur. Livre de chœur sur parchemin enluminé fait-main par un artiste anonyme du XVIe siècle.
- Reproduction de la ville de Guixols. Perspective réalisée par Gérard Bussot à partir de la description de Joan Blanch, juge en chef, notaire et secrétaire du département. 5 septembre 1696.
- Tasse en céramique. Tasse en céramique grossière de cuisson réductrice de la ville ibérique des Guixols IVe – Ier siècle av. J.-C..
- Vase en céramique. Vase en céramique réalisé dans la colonie grecque de Rhodes (Roses) dans la ville ibérique Guíxols IVe – IIIe siècle av. J.-C..
- Machine à rabot rotative. Machine à rabot rotative pour fabriquer des bouchons fait-main, utilisée depuis la fin du XIXe siècle jusqu'aux années 1950.
- Don Quichotte. En 1905, l'imprimeur Octavi Viader i Margarit édite Don Quichotte sur du papier en liège avec une couverture de Domènech i Montaner. Quelques exemples de ces éditions (1906 et 1912) se trouvent au Musée Gutenberg de Mayence et au British Museum. En 1955, son fils édita une autre édition de Don Quichotte que pouvez admirer dans cette exposition.